# Надвратная икона

Надвратная икона

Надвра́тная ико́на (также вратная икона или греч. πορταιτϊξξα — (портатисса) вратарница) — икона, установленная над воротами церкви, монастыря, храма, крепости, города или дома. Иногда дополнялась надписями религиозного содержания, цитатами из Святого Писания.
Чаще всего на выходе из ворот помещали тип иконы, называемый Одигитрией (Путеводительницей), таким образом, как бы благословляя отправляющихся в путь. Исключение составляла надвратная икона на выходе в Коломенском кремле, принадлежащая к типу Елеуса (Милостивая).
Вход в монастырь, который осеняла надвратная икона, назывался святыми воротами.

## Надвратные иконы Москвы

#### Московский Кремль

Надвратная икона над воротами в Спасской Башне Московского Кремля, заново открытая в 2010 году

Так как исторически Московский Кремль являлся не только светским, но и духовным центром России, поскольку являлся средоточием церковного управления, а также центром наиболее чтимых в народе святынь — мощей, икон и храмов, то чаще всего названия башен Кремля связаны с иконами, которые на них располагались. Спасская башня получила своё название по иконе Спасителя (Спаса Смоленского), Никольская башня названа в честь расположенной над ней иконой святителя Николая Чудотворца.
В настоящее время конструктивно выделенные элементы, напоминающие киоты, можно увидеть с внешней стороны Кутафьей, Троицкой, Константино-Еленинской башен, а также с внутренней стороны Спасской, Троицкой и Боровицкой башен. Такие же элементы были и над воротами Спасской и Никольской башен, хотя сами иконы долгое время считались утраченными. Последнее упоминание об иконах на Спасской и Никольской башнях относится к 30-м годам XX века.
Вопрос о возвращении икон на башни Кремля неоднократно поднимался российской общественностью. В 2007 году с инициативой восстановления надвратных икон на башнях Московского Кремля выступил Фонд Андрея Первозванного. Инициатива была поддержана Президентом Российской Федерации В. В. Путиным и получила благословение Святейшего Патриарха Московского и всея Руси Алексия II.
Для предварительной проработки вопроса при Фонде Андрея Первозванного была создана специальная инициативная группа, членами которой было сделано предположение, что иконы на Спасской и Никольской башнях, возможно, сохранились в киотах под слоем штукатурки.
Епископ Женевский и Западно-Европейский Михаил предоставил инициативной группе фотографию иконы святителя Николая на Никольской башне. Снимок был сделан после обстрела башен Московского Кремля в октябре 1917 года и передан Патриархом Тихоном адмиралу Колчаку.
В феврале 2010 года после проведения необходимых согласований инициативной группой было принято решение провести натурные исследования в киотах указанных башен. Проведенные с 23 по 27 апреля 2010 года исследования подтвердили гипотезу о сохранности иконописных изображений под слоем штукатурки. Данное событие стало сенсацией. 29 июня 2010 года начались реставрационные работы на Спасской башне, 5 июля — на Никольской.
28 августа 2010 года состоялась торжественная церемония открытия надвратной иконы на Спасской башне Кремля. Чин освящения отреставрированной иконы совершил Святейший Патриарх Московский и всея Руси Кирилл. В церемонии принял участие Президент РФ Д. А. Медведев.
В дальнейшем планируется продолжить исследовательскую работу на предмет возможности восстановления икон и на других башнях Кремля.

#### Икона Божией Матери Боголюбская-Московская
Икона Божией Матери Боголюбская-Московская написана в 1157 году (список с Боголюбской иконы Божией Матери) и находилась в Москве на Соляной площади, над Варварскими воротами Китай-города. Данный чудотворный образ прославился исцелениями во время свирепствовавшей в России чумы в 1771 году. С этого времени икона стала особо чтиться верующим народом, и ежегодно, 18 июня, перед чудотворным образом совершались молебны. В канун праздника на три дня икона спускалась со стены и переносилась в особый шатер, куда стекались многочисленные верующие для молитвенного поклонения образу Божией Матери. По истечении трех дней икону опять поднимали над воротами, где она оставалась до 18 июня следующего года.
Особенностью иконы является изображение на ней, кроме Спасителя и Божией Матери, предстоящих святых угодников Божиих: святителей Петра, Алексия, Ионы и Филиппа, митрополитов Московских, блаженных Василия и Максима, преподобной Параскевы, святителя Василия Великого, апостола Петра, Алексия, человека Божия, апостола Симеона, сродника Господня, мученицы Параскевы и преподобномученицы Евдокии.
В настоящее время икона находится в церкви Всех Святых на Кулишках на Славянской площади, между улицами Варваркой и Солянкой.

#### Икона Божией Матери Боголюбская-Зимаровская
Икона Божией Матери Боголюбская-Зимаровская (список с Боголюбской иконы Божией Матери), по древнему преданию, стояла на воротах города Пронска, а во время нашествия татар (XIII в.) была расколота и брошена в кусты, где сама чудесно срослась, но одна половина её так и осталась выше другой. Поэтому строго надвратной иконой Москвы её считать нельзя. Скорее надвратной иконой Пронска.
Во второй половине XVIII века эта икона находилась у помещика Лопухина, жившего в Москве. Ввиду ветхости икону хранили в числе других вещей в кладовой. Во время моровой язвы 1771 года одному из заболевших жителей Москвы во сне было приказано совершить молебен перед иконой, находившейся в доме Лопухина. Икону отыскали и передали болящему, который после совершенного молебна исцелился и возвратил чудотворный образ. От иконы совершались и другие подобные исцеления.
Перед смертью (ок. 1780 г.) владелец иконы завещал отправить её на свою родину, в село Зимарово Рязанской губернии, находившееся в 18-ти верстах от города Раненбурга.
В 1848 году в этом городе свирепствовала холера. Жители немедленно отправились за чтимым образом в село Зимарово, и, когда древняя чудотворная икона Божией Матери Боголюбской была принесена в город, угроза опасной болезни исчезла.

## Надвратная икона Смоленска

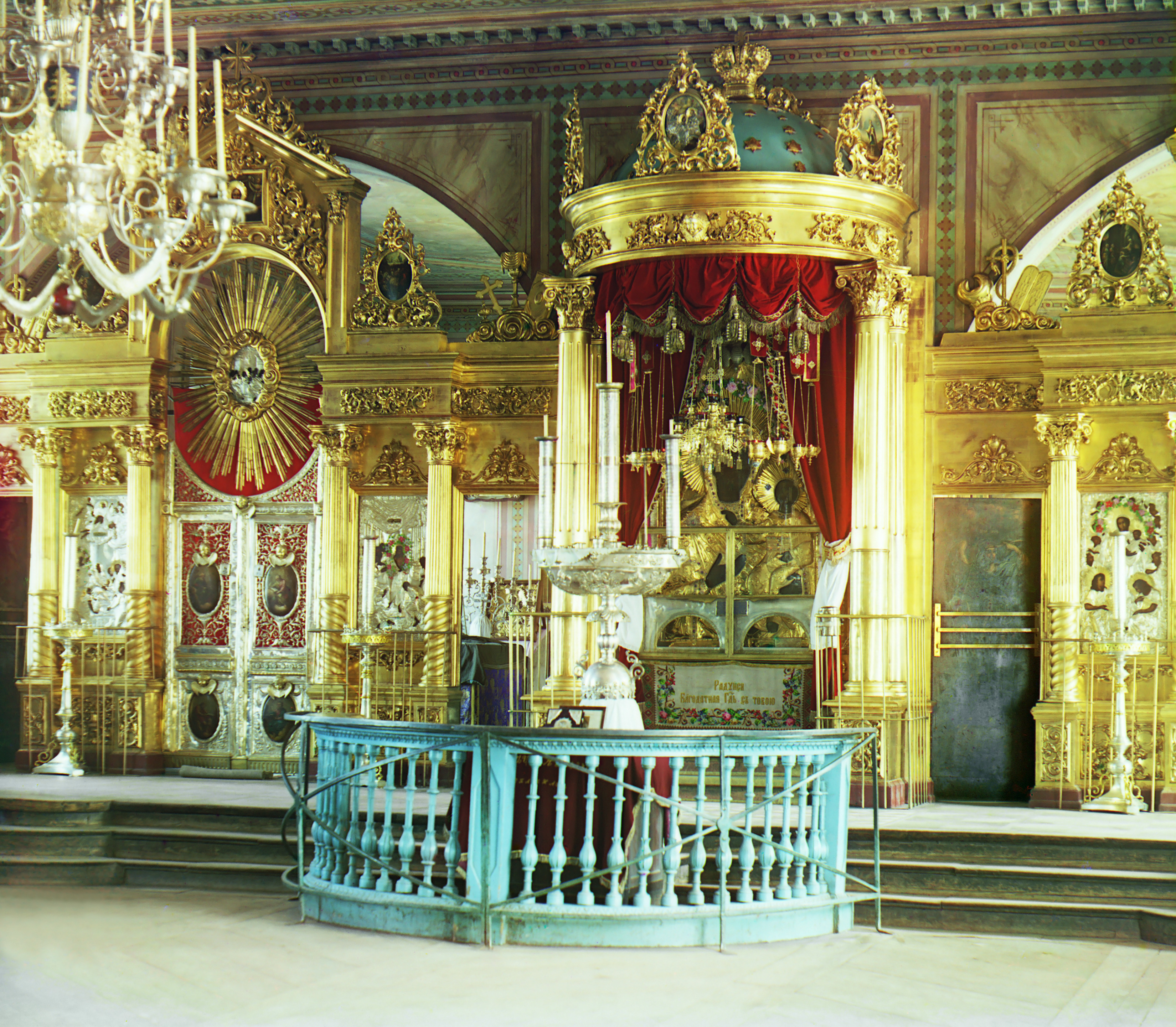
Смоленская икона в Успенском соборе Смоленска (фото Прокудина-Горского

В 1602 году с чудотворной иконы Смоленской иконы Божией Матери был написан точный список (в 1666 году вместе с древней иконой новый список возили в Москву для поновления), который поместили в башне Смоленской крепостной стены, над Днепровскими воротами, под специально устроенным шатром. Позже, в 1727 году, там была устроена деревянная церковь, а в 1802 — каменная.
Во время Отечественной войны 1812 года икону из Смоленска привезли в Москву и в день Бородинского сражения вместе с почитаемыми чудотворными иконами Иверской и Владимирской обнесли вокруг Белого города и Кремля. Перед вступлением французов в город икону вывезли в Ярославль, а по окончании войны вернули в Смоленск.
Икона хранилась в Успенском соборе Смоленска, несмотря на его закрытие в 1929 году. В 1941 году Смоленск захватили немецко-фашистские войска, которые обнаружили икону среди прочих святынь Успенского собора. После освобождения города от оккупантов в 1943 году икона найдена не была.

## Надвратная икона Иверского монастыря (Афон)

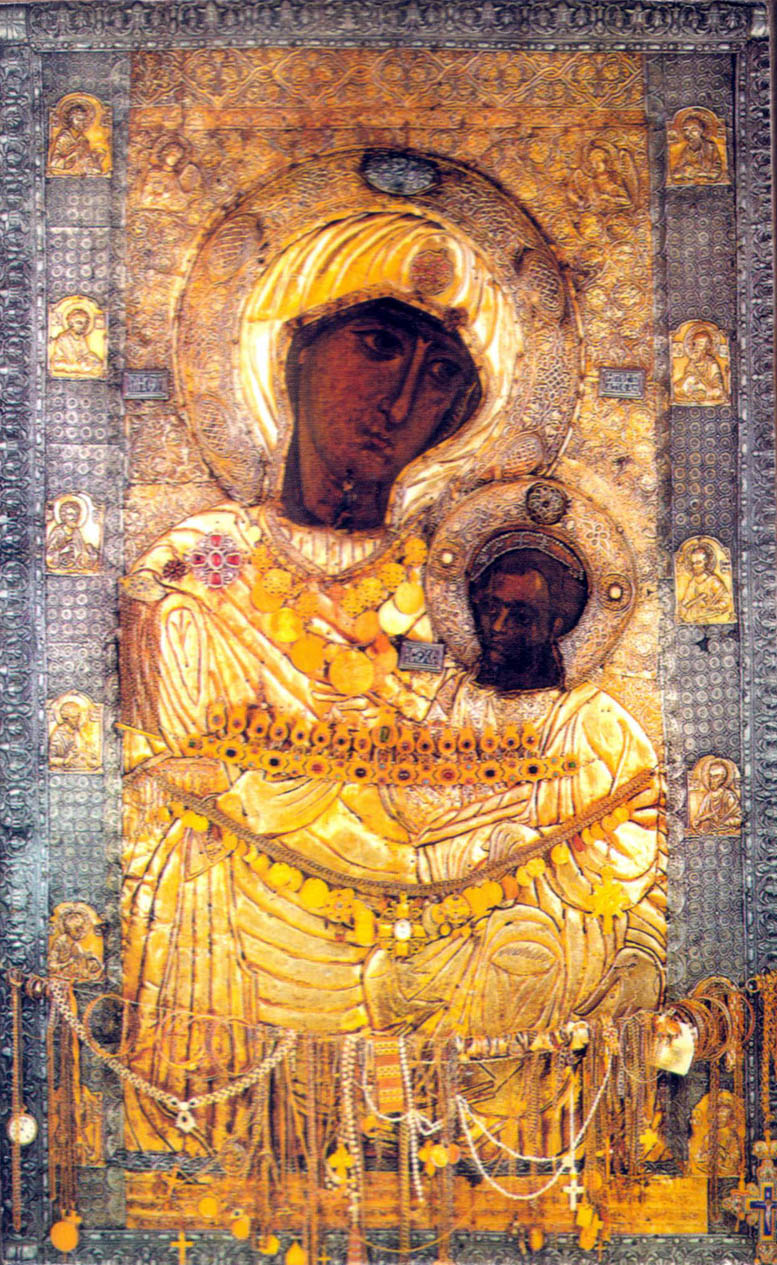
Иверская икона Божией матери Портаитисса (Вратарница, Привратница) в Иверском монастыре (Афон)

В Афоне, в Иверской обители, существует своя почитаемая Иверская икона Божией матери. По легенде, обретшие её монахи поместили икону в соборном храме монастыря. Однако на другой день они обнаружили её над воротами обители на наружной стене. Икону поставили опять в храм, но на другой день она опять появилась над воротами. Наконец, Богоматерь явилась одному из благочестивых старцев и сказала:

«Иди в монастырь и скажи инокам, чтобы более не искушали Меня. Не для того Я прибыла, чтобы вы охраняли Меня, но чтобы Я охраняла вас не только в настоящей жизни, но и в будущей. Да уповают на милосердие Сына Моего все здесь пребывающие в добродетельном житии и страхе Божием. И вот вам знамение: доколе икона Моя будет в обители вашей, дотоле благодать и милость Сына Моего к вам не оскудеет».

С этого времени икону оставили на избранном ею месте над воротами, и потому она называется Иверскою Портаитиссою, то есть, Вратарницею.
Список с Иверской иконы находился в Иверской часовне Воскресенских ворот на Красной площади. Во время кампании изъятия церковных ценностей в 1922 году из часовни была изъята вся утварь, конфискованы оклады, ризы, сосуды, кресты, украшенные драгоценными камнями и почти все иконы, включая и саму почитаемую чудотворную Иверскую икону.
В ноябре 1994 года патриарх Алексий II освятил закладку Иверской часовни и Воскресенских ворот, они были восстановлены по решению московского правительства. На Афоне был сделан новый список Иверской иконы и 25 октября 1995 года часовня вновь была открыта.

## В католичестве
Надвратные иконы использовались не только в православной, но и в католической традиции.

#### Островоротная икона Божией Матери
В Вильнюсе, рядом с костёлом святой Терезии и православным монастырем Святого Духа, находится Островоротная или Остробрамская (пол. brama — ворота) икона Божией Матери, чтимая и православными, и католиками, в прошлом именуемая также Корсунской Благовещенской. Данная икона находится в часовне над воротами, называемыми в народе «Острыми воротами» или «Острой брамой». От названия ворот произошло и название образа, который издавна над ними помещался. Ворота являются уцелевшим фрагментом древней оборонительной системы.
По поводу обретения иконы существует три предания:
- Икона принесена великим князем Ольгердом из Корсуни после одного из его крымских походов против татар и подарена им своей первой супруге Марии, а второю супругой Иулианиею передана в Троицкую церковь, из которой перенесена в часовню у острых ворот.
- Икона прислана Ольгерду греческим императором Иоанном Палеологом, когда он узнал о принятии Ольгердом христианства.
- Икона чудесно явилась на острых воротах 14 апреля 1431 года. В 1431 году икона уже находилась в часовне близ Троицкой церкви в русском или остром конце города Вильны и именовалась Корсунской.

В 1498 году в Вильне в виду опасности от нашествия татар, была совершена закладка новых городских каменных стен, в русском или остром конце были сооружены ворота с башнею, на верху которой была устроена часовня. В эту часовню и была помещена Корсунская икона, снаружи, ликом ко входящим в город.
В 1495 году невеста великого князя литовского Александра, дочь великого князя московского Иоанна III Елена привезла с собою в Вильну цареградскую икону Божьей Матери Одигитрии (Путеводительницы), писанную по преданию св. евангелистом Лукою, то эта икона привлекла к себе преимущественное молитвенное почитание, а Островоротная была несколько забыта.

#### Переход к католикам
Во времена унии, когда отнята была Троицкая церковь от православных униатов, Островоротная икона была вынесена православными и помещена в одной из приходских церквей, но в 1609 году была насильно захвачена униатами из Никольской церкви и водворена снова в часовне острых ворот, на попечении поселившихся при Троицкой церкви базилиан. Около 1624 года у самых ворот был основан Кармелитский монастырь с костелом св. Терезии. Некоторое время спустя, кармелиты, пользуясь беспечностью базилиан, захватили и часовню, и икону в свои руки, и при их попечении исключительное почитание Островоротной иконы возобновилось. В 1671 году кармелиты устроили вместо прежней ветхой новую часовню и, устанавливая в ней икону, обратили её ликом к костелу и городу, внутрь. После страшного пожара Вильны в 1714 году икона была перенесена в Терезенский костел, но в 1744 году, с возобновлением часовни, снова помещена над воротами.
В начале XIX столетия базилиане пытались возвратить икону в своё попечение, их спор дошёл до Рима, и папа присудил оставить икону на попечении обители кармелитов, как наиболее близкой к часовне, в которой находится икона. В 1812 году икона была несколько повреждена французами. В 1829 году икона была отреставрирована, причем, по снятии ризы при работах, на иконе оказалась написанною славянскими литерами хвалебная песнь Богоматери: «Честнейшую херувим». С закрытием в 1832 году Кармелитского монастыря, Терезинский костел переименован в Остробрамский и остался в ведении белого римско-католического духовенства. Икона равно почиталась православными и католиками.
В настоящее время общественное богослужение перед Остробрамской иконой совершается по римско-католическому обряду, но с личной молитвой и поклонением к этому образу по-прежнему притекают и православные. Списки Остробрамской иконы Божией Матери занимают подобающее место как в православных храмах Литвы, так и в домах верующих. А проходя Остробрамскими воротами, над которыми в часовне находится чтимый образ, православные так же почтительно, как и католики, снимают головные уборы.